# Francisco de Metternich
Francisco Jorge de Metternich (9 de marzo de 1746- Viena, 11 de agosto de 1818) fue un diplomático alemán, conocido por ser el padre de Klemens von Metternich, principal figura política del Imperio austríaco.

## Biografía
Fue uno de los hijos del matrimonio formado por el conde Johann Hugo von Metternich-Winneburg (1710-1750) y la baronesa Clara Luise von Kesselstatt (1728-1746). Por parte de su padre pertenecía a una antigua familia noble del Bajo Rin, que eran señores de Winneburg y Beilstein; por la de su madre, a una familia noble distinguida en el servicio de distintos arzobispos-electores de Tréveris.
Franz Georg quedó huérfano de madre en el mismo año de su nacimiento. Su padre contraería un segundo matrimonio con Maria Teresa Arnold von Hoensbroich, de quien nacería un hijo: Franz Erwin Georg Arnold.
Desde la muerte de su padre en 1750, Franz Georg quedó bajo la tutela de su tío Franz Ludwig, canónigo de la catedral de Maguncia e importante hombre político de ese electorado. 
Franz Georg estudió derecho en la Universidad de Maguncia. Tras acabar sus estudios pasó a la práctica jurídica en los tribunales imperiales de Wetzlar, Ratisbona y Viena. En 1768, con tan sólo 22 años, fue nombrado por el recién elegido arzobispo-elector de Tréveris, el príncipe Clemente Venceslao de Sajonia; como embajador en Viena. Al año siguiente, fue nombrado ministro de asuntos exteriores del Electorado de Tréveris, solo por un año. Volvió a ser embajador del Elector de Tréveris en Viena en 1770. Cuatro años después se invirtió esta situación, pasando Francisco a ser embajador del emperador José II en los electorados de Tréveris y de Colonia. El paso al servicio del emperador se produjo ya que desde 1716, la familia Metternich contaba con un importante señorio (en alemán, Königswart, o en checo, Kynžvart) en el Bohemia, de donde era rey el emperador. 
El 7 de enero de 1771 contrajo matrimonio en Friburgo con la condesa Maria Beatrix von Kageneck (1754-1828), hija del conde Johann Friedrich Fridolin von Kageneck (1707-1783) y su esposa, Maria Anna Franziska Eleonora d'Andlau (1717-1780).
En la década de 1780 participó como enviado del emperador en distintas elecciones de principados eclesiásticos de la zona de Renania. 
El emperador Leopoldo II lo nombró, en 1791, su ministro en los Países Bajos austríacos que en ese momento estaban gobernador por su hermana la archiduquesa María Cristina y su esposo Alberto de Sajonia, duque de Teschen. Tuvo un gran éxito en esta misión y gozó de una gran popularidad entre los belgas. Finalizó su misión en 1793, justo cuando su hijo Clemente se iniciaba en la diplomacia.
A finales de la década de 1790 fue representante del emperador en el Congreso de Rasttat que acabaría culminando en el tratado homónimo.
Como consecuencia de la mediatización, perdió su señorío de Winnenburg y Beilstein en 1803. Ese mismo año de 1803, el 4 de junio, fue elevado a la dignidad de príncipe (fürst). Fue indemnizado con la abadía de Ochsenhausen que sería elevada a principado.
Murió en agosto de 1818, mientras su hijo Clemens se encontraba recibiendo una cura de aguas.

## Matrimonio y descendencia
De su matrimonio con Maria Beatriz von Kageneck, tuvieron cuatro hijos que llegaron a la edad adulta:
- Pauline (1771-1855), casada en 1817 con el duque Fernando de Wurtemberg (1763-1834), hijo de Federico II Eugenio, duque de Wurtemberg.
- Clemens Wenzel (1773-1859), casado en primeras nupcias con Eleonore von Kaunitz; en segundas, con Maria Antonia von Leykam; y en terceras con Melanie Zichy-Ferraris. Con descendencia de los tres matrimonios.
- Joseph (1774-1830), casado con la princesa Juliane Sulkowska (1776-1839).
- Friedrich Ludwig (1777-1778), muerto con catorce meses de edad.

## Títulos y órdenes

### Títulos
- Fürst (3 de junio de 1803)
- Graf (hasta el 3 de junio de 1803)
- Señor de Winnenburg y Beilstein. (hasta 1803)

### Órdenes
- Caballero de la Orden del Toisón de Oro (1792)
- Caballero gran cruz de la Orden de San Esteban de Hungría. (1780)